# کووییه
کووییه (به صربی: Kovilje) یک منطقهٔ مسکونی در صربستان است که در ایوانئیتسا واقع شده‌است. کووییه ۴٫۴۰ کیلومتر مربع مساحت و ۱۸ نفر جمعیت دارد.